# Corethrella unisetosa
Corethrella unisetosa är en tvåvingeart som beskrevs av Art Borkent 2008. Corethrella unisetosa ingår i släktet Corethrella och familjen Corethrellidae.
Artens utbredningsområde är Peru. Inga underarter finns listade i Catalogue of Life.